# NGC 6131B
NGC 6131B (другие обозначения — MCG 7-34-5, KUG 1620+390B, PGC 57932) — линзообразная галактика (S0) в созвездии Северная Корона.
Этот объект не входит в число перечисленных в оригинальной редакции «Нового общего каталога» и был добавлен позднее.